# 兵庫県道521号道谷三方線
兵庫県道521号道谷三方線（ひょうごけんどう521ごう どうだにみかたせん）は、兵庫県宍粟市を通る一般県道である。

## 概要
宍粟市波賀町道谷から宍粟市一宮町三方町に至る。

### 路線データ
- 起点：宍粟市波賀町道谷（兵庫県道48号大屋波賀線交点）
- 終点：宍粟市一宮町三方町（三方町交差点[注釈 1]、国道429号交点、兵庫県道428号森添三方線終点）
- 総延長：17.281 km

## 路線状況
終点（一宮町）付近は片側一車線が確保されているが、山越えの区間は未舗装で小型車一台分の幅員しかない。

### 重複区間
- 兵庫県道428号森添三方線（宍粟市一宮町三方町）

## 地理

### 通過する自治体
- 兵庫県
  - 宍粟市

### 交差する道路
| 交差する道路                                                              | 交差する場所 | 交差する場所        |
| ------------------------------------------------------------------------- | ------------ | ------------------- |
| 兵庫県道48号大屋波賀線                                                    | 波賀町道谷   | 起点                |
| 兵庫県道428号森添三方線 重複区間起点                                      | 一宮町三方町 |                     |
| 国道429号 兵庫県道6号養父宍粟線 重複 兵庫県道428号森添三方線 重複区間終点 | 一宮町三方町 | 三方町交差点 / 終点 |

### 沿線
- 三方郵便局
- 宍粟市立一宮北小学校
- 宍粟市立一宮北中学校